# Abel Luis Espinoza
Abel Luis Espinoza (nacido en Rosario el 8 de febrero de 1984) es un futbolista argentino. Juega como marcador de punta derecha y su primer club fue Rosario Central. Actualmente se desempeña en Newell's Old Boys de Cañada de Gómez, disputando la Liga Cañadense de Fútbol.

## Carrera
Su debut oficial fue ante Boca Juniors, en Buenos Aires, el 18 de febrero de 2007. El técnico de Central era Néstor Gorosito y el encuentro finalizó 1-1. Se mantuvo un año y medio en el primer equipo canalla, sin llegar a consolidarse como titular. Disputó un total de 19 encuentros con la camiseta auriazul, sin marcar goles. En 2010 pasó a jugar a Sportivo Belgrano de San Francisco, en el Torneo Argentino A, disputando dos temporadas con el club. En el torneo de la misma categoría correspondiente a la temporada 2012-13 militó en Tiro Federal de Rosario. A principios de 2015 se sumó a Coronel Aguirre, en el Torneo Federal B (cuarta división de AFA). En enero de 2016 se encontró integrando las filas de Newell's Old Boys de Cañada de Gómez, participando en el torneo de la Liga Cañadense de Fútbol, en el que ya había competido en 2014 vistiendo la casaca de Sport Club Cañadense.Después de dos temporadas con la institución antes mencionada, Llegaría en 2018, vistiendo la camiseta blanca y negra, a 9 de julio de Beravevu, donde jugó por una temporada saliendo campeones en ese mismo año . Luego vestiría la camiseta celeste del club Unión de Totoras que solamente disputaría una temporada. Tomaría su retorno a la liga y equipo cañadense en el 2023, donde no se pudo amoldar en el equipo disputando así pocos partidos. Donde el iba remontando, se rompió los ligamentos cruzados que lo dejó fuera de las canchas por 7 meses. d

## Clubes
| Club                              | País      | Año       |
| --------------------------------- | --------- | --------- |
| Rosario Central                   | Argentina | 2007-2008 |
| Sportivo Belgrano (San Francisco) | Argentina | 2010-2012 |
| Tiro Federal (Rosario)            | Argentina | 2012-2013 |
| Sport Club Cañadense              | Argentina | 2014      |
| Coronel Aguirre                   | Argentina | 2015      |
| Newell's (Cañada de Gómez)        | Argentina | 2016-2017 |
| 9 de Julio de Berabevú            | Argentina | 2018      |
| Unión de Totoras                  | Argentina | 2019      |